# Themus masatakai
Themus masatakai es una especie de coleóptero de la familia Cantharidae.

## Distribución geográfica
Habita en Laos.